# Piletocera stenipteralis
Piletocera stenipteralis là một loài bướm đêm trong họ Crambidae.